# Exploración urbana
Exploración urbana (en inglés: Urban Exploration, a menudo abreviado como urbex o UE) es la afición por visitar edificios que, generalmente, están abandonados, situados por lo común en zonas alejadas de los núcleos urbanos, como los polígonos industriales. También se aplica a cualquier acceso clandestino a infraestructuras en uso pero de difícil acceso, como las alcantarillas. También se conoce como infiltración, aunque algunos[¿quién?] consideran que la infiltración está más estrechamente asociada con la exploración de sitios habitados. 
Esta actividad presenta diversos riesgos, incluidos los físicos por accidentes o desprendimientos, la posibilidad de la detención y castigo por allanar propiedades privadas o de encontrarse en los edificios con personas agresivas.

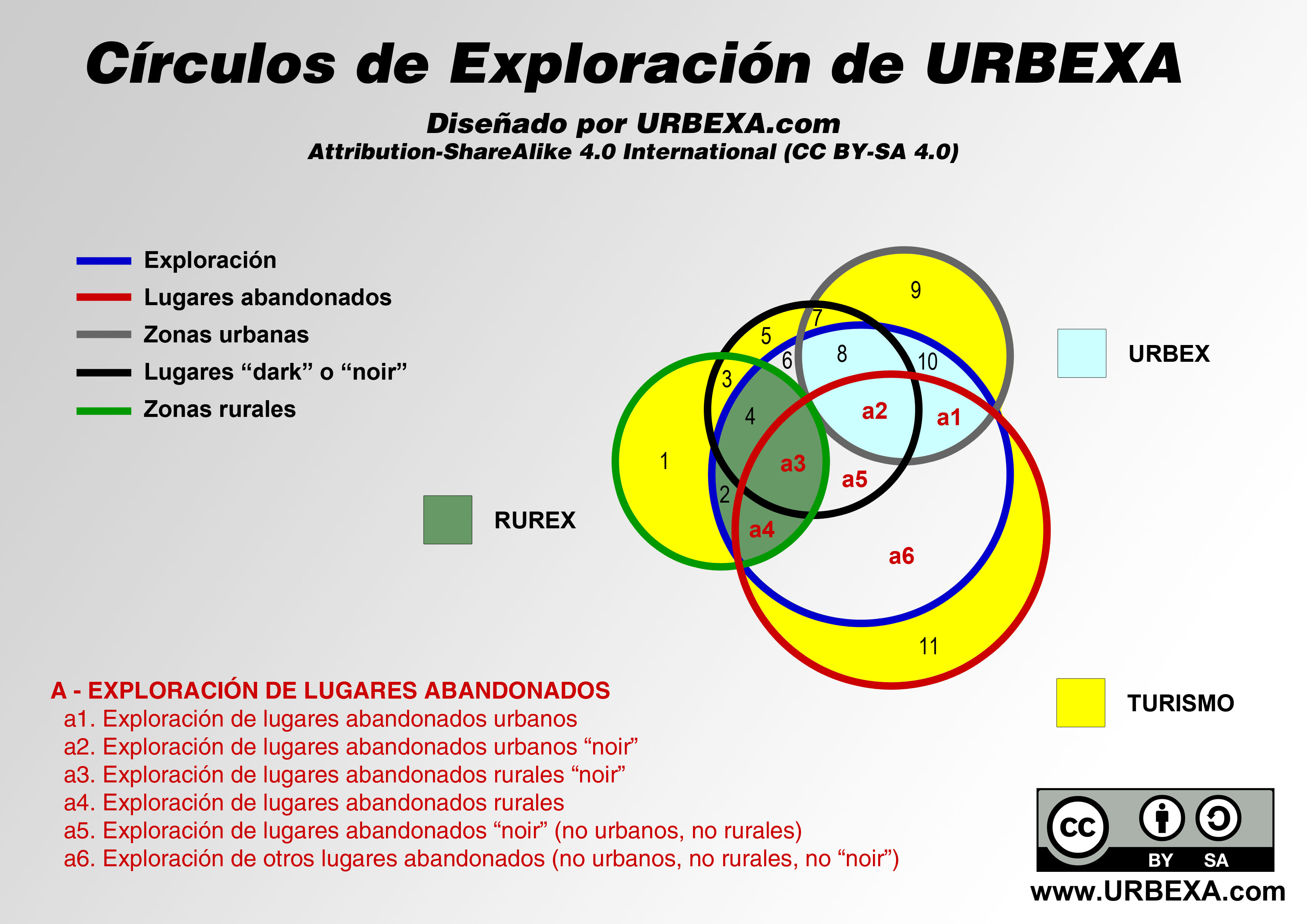
Diagrama que explica los diferentes tipos de exploraciones, entre las que se incluye el urbex.

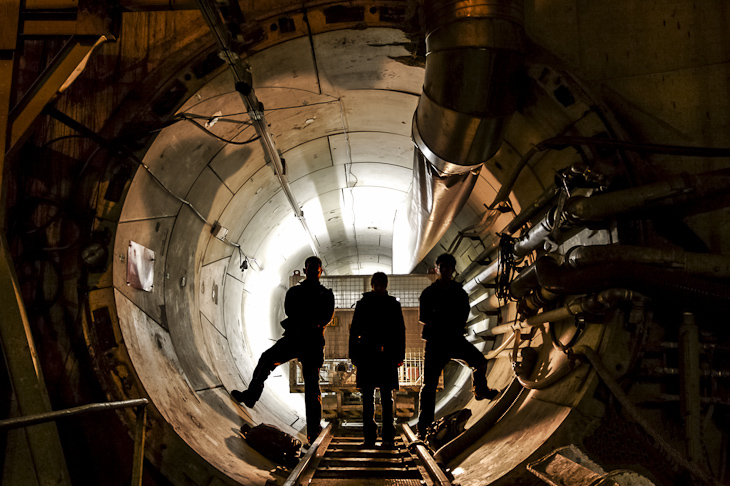

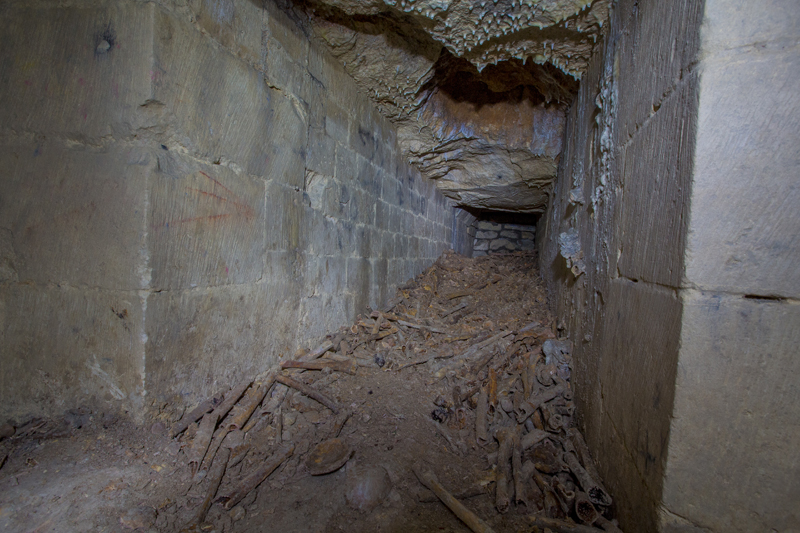
Las catacumbas de París, ubicadas en Francia

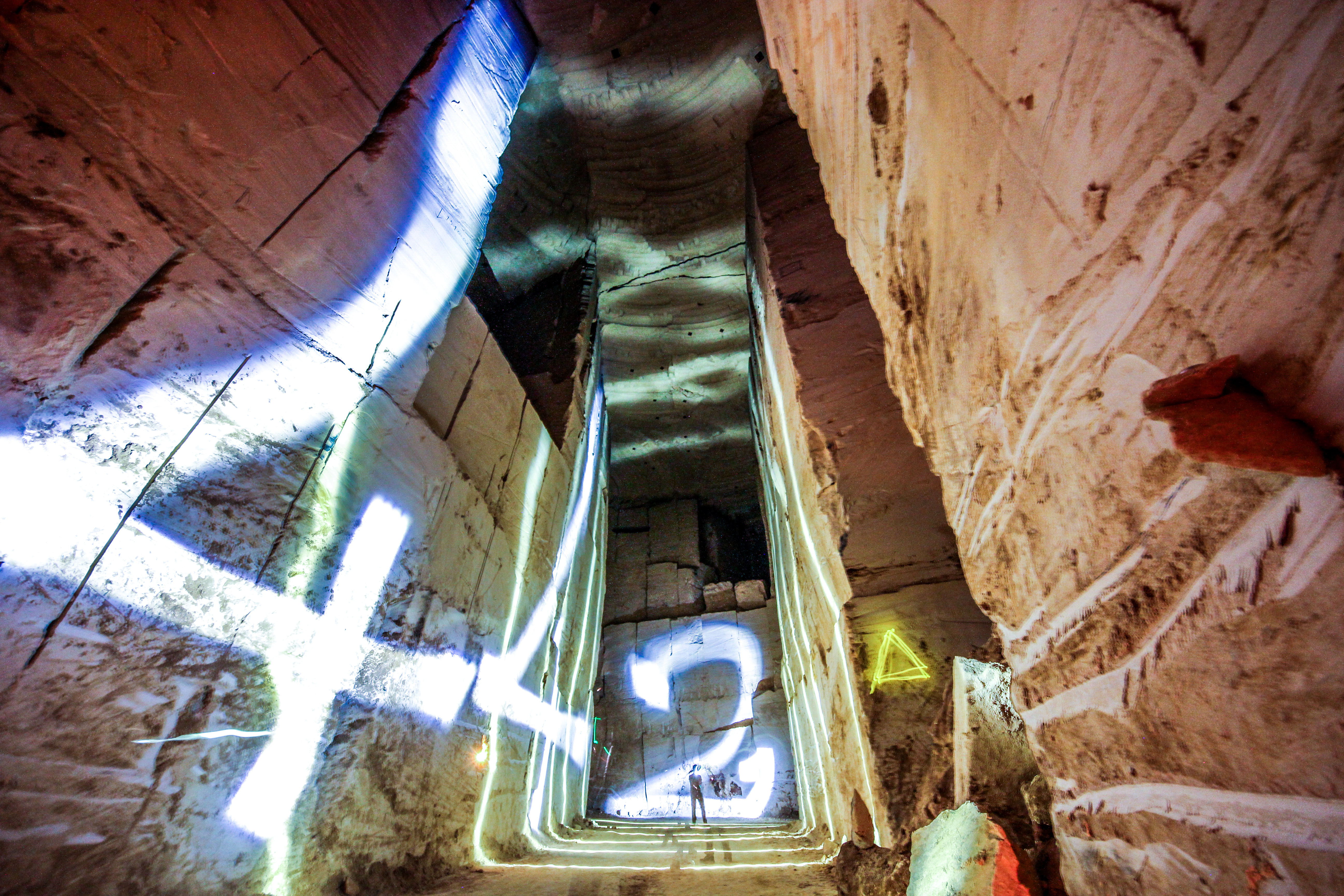

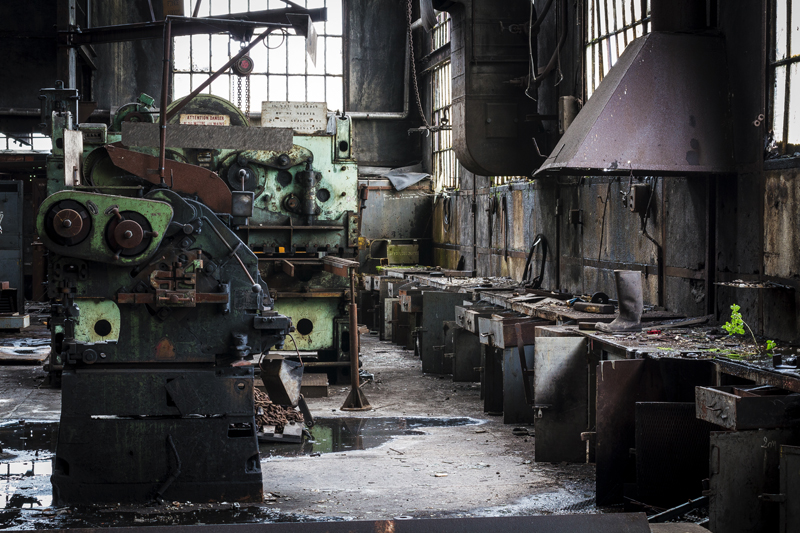

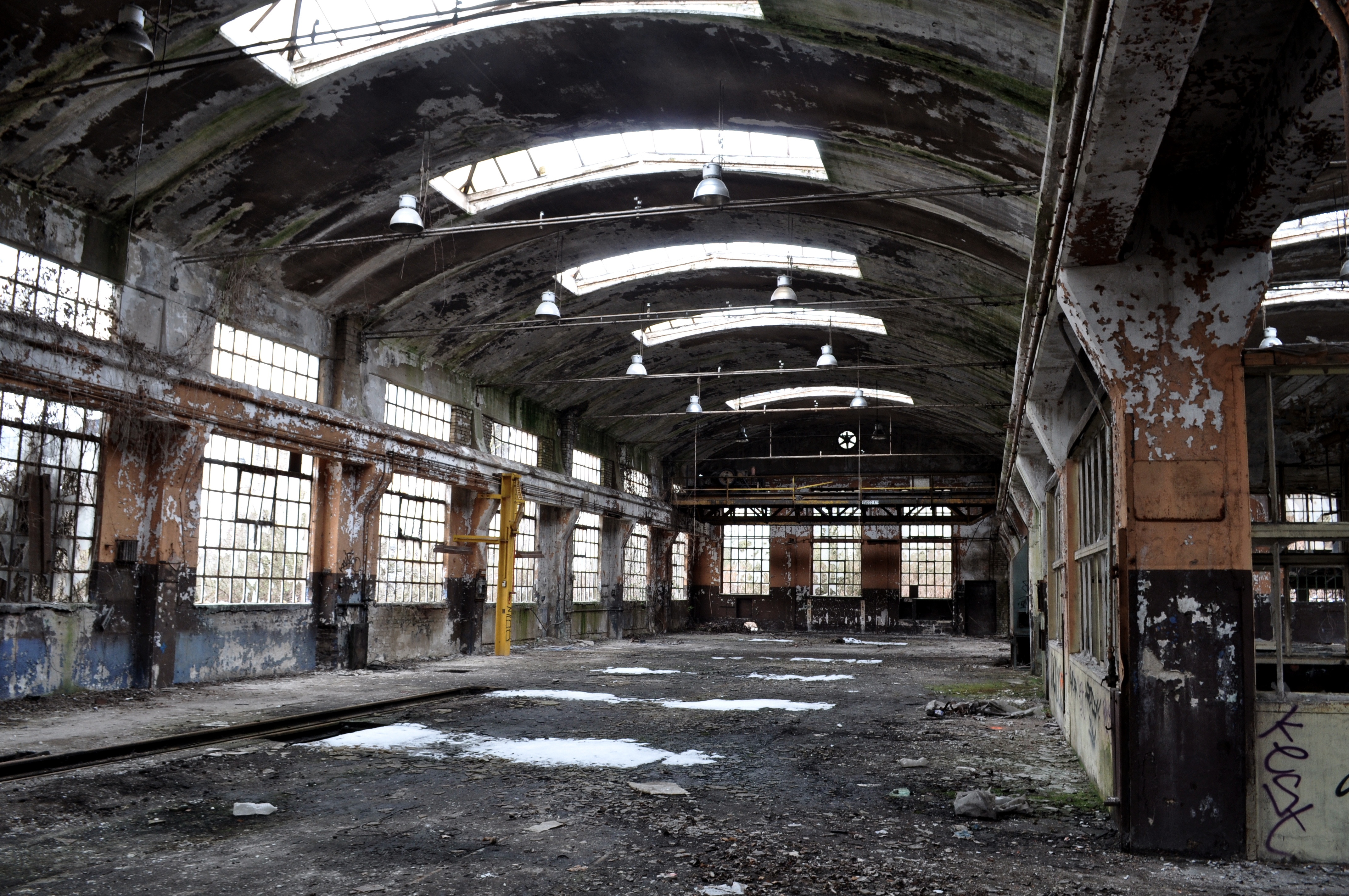

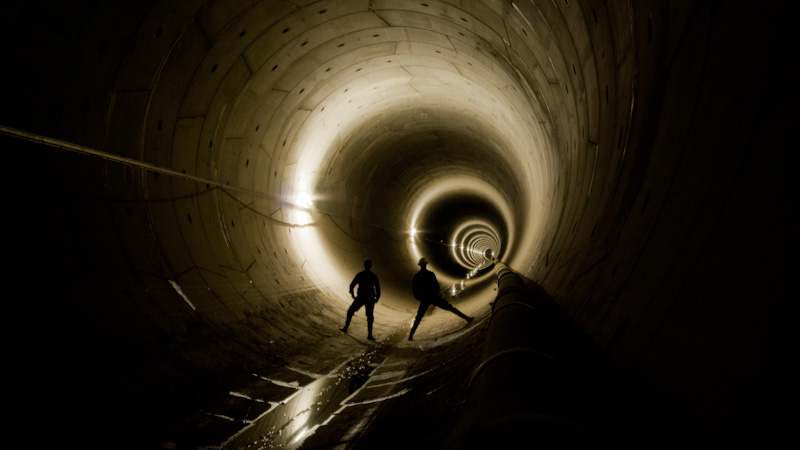

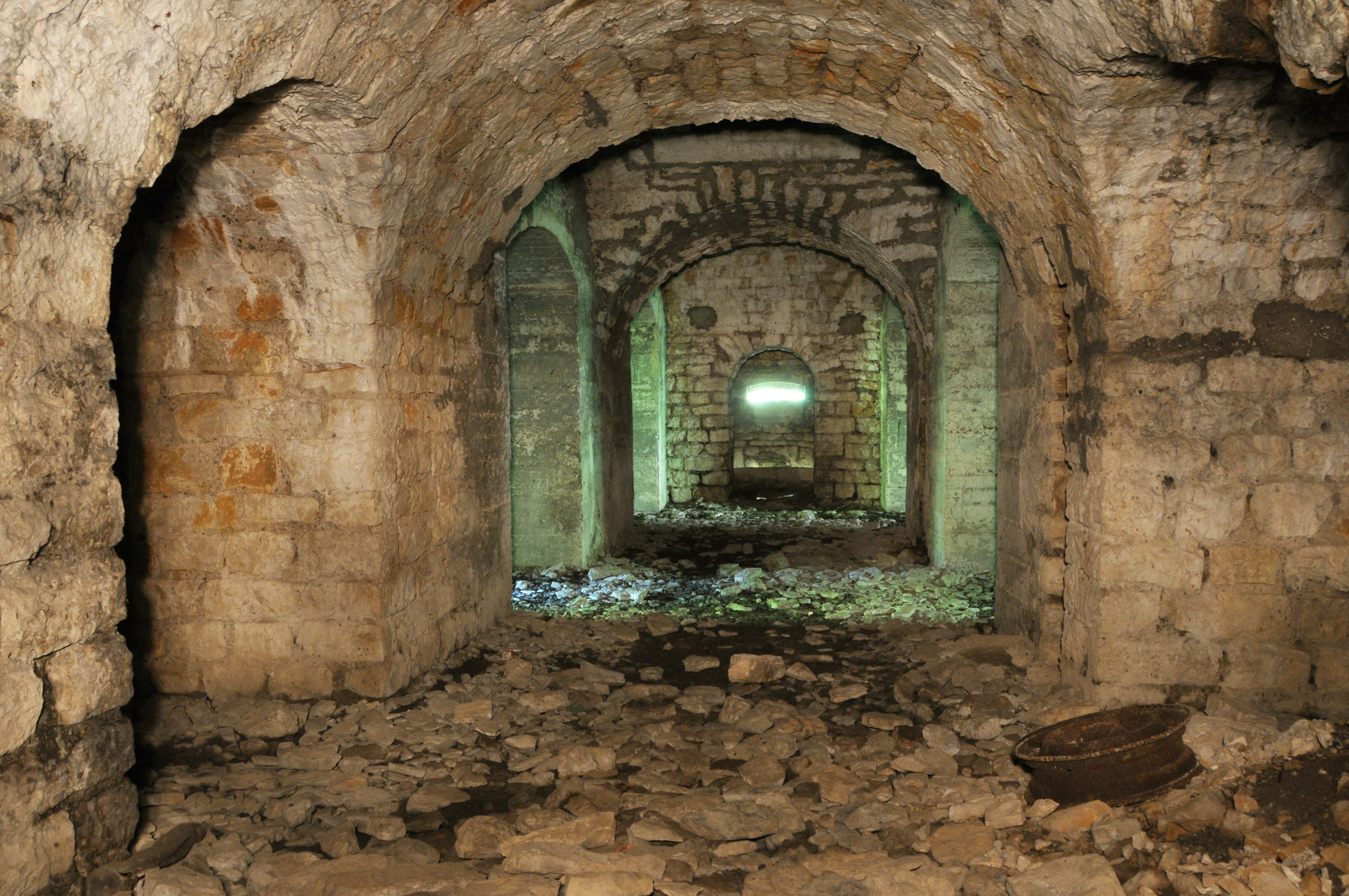

## Lugares abandonados
Uno de los tipos de turismo industrial más extendido es la visita a sitios en desuso. Pueden ser edificaciones de construcciones inacabadas, antaño en funcionamiento, las instalaciones industriales, militares, casas abandonadas, barrios y hasta ciudades (los llamados pueblos fantasmas). Amplia difusión de este tipo de turismo industrial, al parecer,  puede ser afectada por riesgo relativamente bajo para la salud. Posibles riesgos pueden ser el repentino colapso de las estructuras, los perros callejeros, la contaminación química, etc. En la mayoría de los casos, el propósito de este tipo de turismo es conseguir placer contemplativo, muchos de estos investigadores son fotógrafos.
Los exploradores tienden a no hacer publicidad de la ubicación de los objetos detectados ni desvelar su ubicación, creyendo que con ello puede atraer a las autoridades o causar la gran afluencia de turistas u otras personas que quieran destrozar el lugar. La filosofía de los investigadores es dejar el lugar intacto, tal como lo dejaron desde el primer día desde su abandono para conservar su estética y naturalidad.

## Estructuras subterráneas
En ruso, Diggerstvo palabra proveniente de Digger (del inglés to dig – cavar). Diggers, así los autoproclamados que se dedican a la investigación las estructuras subterráneas construidas por el hombre con el uso de materiales de construcción y las tecnologías. Por ejemplo, sistemas del drenaje, alcantarillas, ríos subterráneos, túneles industriales. Son de particular interés para los excavadores estaciones de metro abandonadas, denominados estaciones fantasma. Este tipo de turismo industrial también requiere de un entrenamiento físico serio y equipo especial.
No debe confundirse con la espeleología, ciencia que estudia las cavidades de origen natural.
Un ejemplo serían los túneles abandonados del metro de París. De vez en cuando incluso se organizan fiestas dentro, llamadas raves.

## Tejados
La ciudad más popular en Rusia por esa clase de exploración es San Petersburgo por la arquitectura de los tejados planos y edificios de pocos pisos también por ser la segunda ciudad más grande del territorio de la Federación Rusa. En Bielorrusia la ciudad que atrae a los ruffers es Minsk.

## Psicogeografía
Estudio de las leyes exactas y efectos especiales de las edificaciones del entorno, organizado a conciencia o no que causan un impacto en las emociones y comportamientos del individuo. El término lo empleó por primera vez Ivan Sheglov en 1953 en su artículo El código de prácticas del nuevo urbanismo. Los que se dedican a estudiar la psicogeografía creen que el paisaje urbano de algún modo impone una determinada forma de interacción con el medio. El principal método de esta investigación de interacción con el medio se llama dérive. Técnica de atravesar rápidamente la atmósfera cambiante del espacio urbano, intentando captar el sentimiento subjetivamente. 

## Urbanismo
En este contexto la palabra urbanismo se refiere al amor hacia los paisajes urbanos, formados por la expansión, desarrollo o al contrario, el descenso de las zonas urbanas. Los objetos de belleza suelen ser barrios de edificios de la estética constructivista, estalinista, etc. Muchos artistas y creativos se inspiran con las vistas sobre postes eléctricos, las vías ferroviarias y departamentos ferroviarios como talleres o intercambio de direcciones de vías, patios de viviendas, callejones y demás sitios raros que no suelen visitar los habitantes.

## Popularidad y desarrollo
En Europa oeste el turismo industrial empezó a ganar popularidad después de que los medios de comunicación se fijaran en ello. A principios de los años 80 el estilo musical del mismo nombre industrial entró pisando fuerte. A este estilo pertenecen grupos como  Throbbing Gristle, Current 93, Einstürzende Neubauten, Coil, Nurse With Wound, etc. En la URSS, gracias a la película de culto Stalker de Andrei Tarkovski tuvo una enorme influencia hacia la estética de lo abandonado. El nombre Stalker empezaron a utilizarlo refiriéndose a sí mismos los exploradores urbanos, aunque en la película del dicho nombre el personaje Stalker era un guía en la Zona. A su vez a raíz de la película Stalker en 2007 salió el juego para PC y consolas S.T.A.L.K.E.R. del mismo carácter.
El ambiente ruinoso, las casas y edificios abandonados considera a menudo la gente creativa como un ensayo post apocalíptico y se utiliza en las películas, animaciones, juegos y libros, sobre todo la fantasía y de contenido místico.